# 塞勒姆 (維吉尼亞州)
塞勒姆（英語：Salem）是美国弗吉尼亚州中西部的一個獨立城市，面積37.8平方公里。根據2020年美國人口普查，共有人口25,346人。
該市成立於1968年。城名來自新泽西州的同名城市。